# 牛津大學聖安妮學院
聖安妮學院（St Anne's College）是英國牛津大學下的一個學院，成立於1879年，1979年以前是女子學院。 坐落於牛津北部，臨近傑利科。
聖安妮學院是牛津一個較大的學院，2013年收到財政捐款3000萬英鎊。

## 歷史
聖安妮學院最初是女子學院，是女子教育協會（Association for the Education of Women）的一部份，是最早接受女子教育的機構之一。後來又改名為牛津本地學生學會（Society of Oxford Home-Students）。  1942年改稱聖安妮學會（St Anne's Society），1952年獲皇家憲章成為正式的女子學院。其土地是由牛津大學聖約翰學院捐贈的，隨後不斷擴大。
該學院年刊叫做《The Ship》。

## 外部連結
- College official website （页面存档备份，存于）
- St Anne's MCR (Middle Common Room) Website （页面存档备份，存于）
- St Anne's JCR (Junior Common Room) Website
- Virtual Tour of St Anne's College （页面存档备份，存于）